# Castello di Marzolara
Das Castello di Marzolara ist eine abgegangene mittelalterliche Hangburg oberhalb des Ortsteils Marzolara der Gemeinde Calestano in der italienischen Region Emilia-Romagna.

## Geschichte
Das erste Zeugnis einer Burg in Marzolara stammt von 1249, als die Stadt Parma sie zusammen mit dem Castello di Calestano, dem Castello di Alpicella und dem Castello di Vigolone dem Grafen von Lavagna, Alberto Fieschi gab. 1275 ernannte Ottobuono Fieschi, der spätere Papst Hadrian V., seinen Bruder Percivalle als Erben dieser Anwesen. Als dieser jedoch 1290 vor dem Papst starb, setzte er seine Neffen Luca, Carlo und Ottobono vom Torrigliazweig der Familie als Erben ein; sie wurden 1313 vom Kaiser des Heiligen Römischen Reiches, Heinrich VII., offiziell investiert.
1426 beauftragte der Herzog von Mailand, Filippo Maria Visconti, den Condottiere Pier Maria I. de’ Rossi, das Gebiet des Val Baganza, das sich in der Hand der Fieschis, seiner Feinde, befand, zu erobern. De’ Rossi belagerte das Castello di Marzolara, deren Garnison nach 24 Tagen des Beschusses mit Bombarden kapitulierte. Der Herzog vergab anschließend das Lehen an die Rossis und schickte Niccolò de’ Terzi, den Krieger, um ihm vorzustehen. In den folgenden Monaten ließ Pier Maria I. de’ Rossi die Burg befestigen.
Der Krieg wurde jahrelang im gesamten Gebiet von Parma fortgeführt und 1430 griff De’ Rossi das Castello di Marzolara im Auftrag der Viscontis erneut an, deren Truppen es Ende dieses Jahres in Besitz nahmen. 1431 versprach Niccolò Piccinino dem Grafen Gian Luigi Fieschi die Rückgabe der Burgen von Marzolara, Calestano und Vigolone am Ende des Konfliktes unter der Bedingung, dass diese zwischenzeitlich in der Hand von Niccolò de’ Terzi blieben. Daher ordnete er dem Referenten der Stadt Parma, Anton Simone Butigelli, an, sie dem Krieger zuzuschreiben.
1439 gab Filippo Maria Visconti die Lehen an den Kanzler von Niccolò Piccinono, Albertino de’ Cividali, und später an die Grafen von Canino und an Giovanni da Oriate. 1443, als der Krieg zu Ende war, gab der Herzog die Burgen von Calestano, Marzolara und Vigolone an Gianantonio Fieschi als Zeichen der Anerkennung seiner Unterwerfung zurück.
Das Castello di Marzolara, das damals schon nicht mehr genutzt wurde, verfiel später soweit, dass es bereits im 16. Jahrhundert eine Ruine war.
1650 verkauften Carlo Leone und Claudio Fieschi die Lehen von Calestrano, Marzolara, Vigolone und Alpicella zusammen mit den Burgen und Zubehör an den Grafen Camillo Tarasconi.
Die Festung von Marzolara verschwand später vollständig und auf ihren Ruinen wurde ein Bauernhaus errichtet, das schon 1804 existierte.